# 천칭궁
천칭궁(天秤宮, ♎, Libra)은 천칭자리 성좌에서 비롯된 황도대의 일곱번째 점성술의 별자리이다. 이것은 황도대의 180~210도, 황도 좌표계의 180도에서 207.75도 사이에 걸쳐 있으며, 태양은 매년마다 평균 (북향 추분인) 9월 23일부터 10월 23일까지 이 구간을 지난다.
항성황도대 점성술에서, 태양은 (거의) 10월 16일에서 11월 15일 사이에 천칭자리를 지난다.

## 관련 행성
점성술에서 한 행성의 거주지는 그것이 주인 지위를 가지는 별자리이다. 천칭자리의 주인이라 불리는 행성은 금성이다.

## 같이 보기
- 천문 기호
- 띠 (생초)
- 사이 (점성술)
- 점성술의 역사

## 참고 문헌
- Heindel, Max. 《Simplified Scientific Astrology: A Complete Textbook on the Art of Erecting a Horoscope, with Philosophic Encyclopedia and Tables of Planetary Hours》 4판. Rosicrucian Fellowship. OCLC 36106074., OCLC 36106074